# Télesphore Barbé
Pour les articles homonymes, voir Barbé.
Télesphore Amable Barbé (Dijon, 31 décembre 1822 - Mirecourt, 7 septembre 1892) est un luthier français connu pour la facture de ses reproductions du Stradivarius « Messie » et un modèle en ébène avec filets d'ivoire.

## Biographie
Il est le deuxième fils de François Barbé (1798-1871) et de Thérèse Drouot (1796-1877).
Élève de J.J. Honoré Derazey, il travaillera pour de fameux maîtres comme Claude Augustin Miremont, pour les frères Remy, Charles François Gand (dit Gand père) à Paris, pour Sébastien Auguste Bernardel, pour Charles et Pierre-Charles Jacquot à Nancy, de même que pour l'atelier Jean-Baptiste Vuillaume à Paris. Il travaillera également pour Jules Grandjon, dont il épousera la fille.
Marié le 30 août 1842 avec Anne Catherine Gury (1822-1850).
Marié le 9 octobre 1850 avec Joséphine Regnier (1828-1854).
Marié le 22 novembre 1854 avec Justine Grandjon (1837 - après 1892) dont il aura deux enfants : Émilie (1857-1938) et Émile (1876- ?).

## Œuvres
Les instruments qu'il réalise tendent à être des reproductions du Stradivarius « Messie » et dotés d'un vernis rougeoyant à l'alcool.
Il a notamment réalisé un modèle de violon en ébène avec filets d'ivoire.
Il excellait dans l'imitation des volutes des violoncelles de Giuseppe Guarneri del Gesù, réputées pour leurs irrégularités et baptisées « tête de cheval ».
Son étiquette porte les mentions « Télesphore Barbé / ex-premier ouvrier de J. B. Vuillaume / Médaillé à l'Exposition de 1867 / Paris » ; la date est inscrite à l'encre et localisée à Paris ou à Tours.

## Médailles et récompenses
Médaillé à l'exposition universelle de Paris en 1867, il obtient une mention honorable.

## Biographies
- René Vannes, Dictionnaire Universel des Luthiers, 3e édition, 1972.
- Roger Millant, J.B. Vuillaume, sa vie et son œuvre, W.E Hill & Sons, Londres, 1972.
- Albert Jacquot, La Lutherie lorraine et française, depuis ses origines jusqu'à nos jours, éditions Minkoff, 1985.